# Theodor Kleine
Theodor Kleine (Lünen, 4 de septiembre de 1924−Lünen, 12 de febrero de 2014) fue un deportista alemán que compitió para la RFA en piragüismo en la modalidad de aguas tranquilas.
Participó en los Juegos Olímpicos de Melbourne 1956, obteniendo una medalla de plata en la prueba de K2 10 000 m. Ganó dos medallas en el Campeonato Mundial de Piragüismo de 1958 y tres medallas en el Campeonato Europeo de Piragüismo, en los años 1957 y 1959.

## Palmarés internacional
| Representando al Equipo Alemán Unificado |                        |                  |             |
| Juegos Olímpicos                         |                        |                  |             |
| Año                                      | Lugar                  | Medalla          | Competición |
| 1956                                     | Melbourne (Australia)  | Medalla de plata | K2 10 000 m |
| Representando a la RFA                   |                        |                  |             |
| Campeonato Mundial                       |                        |                  |             |
| Año                                      | Lugar                  | Medalla          | Competición |
| 1958                                     | Praga (Checoslovaquia) | Medalla de oro   | K4 1000 m   |
| 1958                                     | Praga (Checoslovaquia) | Medalla de oro   | K4 10 000 m |
| Campeonato Europeo                       |                        |                  |             |
| Año                                      | Lugar                  | Medalla          | Competición |
| 1957                                     | Gante (Bélgica)        | Medalla de oro   | K4 10 000 m |
| 1959                                     | Duisburgo (RFA)        | Medalla de plata | K4 1000 m   |
| 1959                                     | Duisburgo (RFA)        | Medalla de oro   | K4 10 000 m |